# Colt 2000
A Colt 2000 (também nomeada como All American 2000) é uma pistola semiautomática no calibre 9mm Parabellum, produzida pela fábrica americana Colt.
Projetada por C. Reed Knight e Eugene Stoner, a arma foi a tentativa da Colt em recuperar seu pedaço no mercado policial, após vários departamentos de polícia dos Estados Unidos estarem substituindo seus revólveres de dupla ação por pistolas semiautomáticas. Porém, a pistola sofreu com problemas, como a falta de confiabilidade e de precisão, sendo considerada como uma falha embaraçosa para a fabricante.

## História
A Colt All American 2000 foi lançada no SHOT Show de 1990, sendo um projeto conjunto entre Eugene Stoner e C. Reed Knight, que na época, trabalhavam pela Knight's Armament Company (KAC). Após o projeto ser repassado para a Colt, os dois projetistas tiveram pouca influência no produto final.
C. Reed Knight especificou que a pistola deveria ter um peso de gatilho de 2,72 kg (6 lb). A Colt aumentou o peso para 5,44 kg (12 lb) e estendeu o cano e o tamanho do punho. A Colt 2000 foi feito com peças produzidas por uma empresa terceirizada e montadas na planta da fabricante em West Hartford.
Apesar das inovações e de carregar o nome da Colt, a pistola sofreu com problemas de imprecisão e falta de confiabilidade, além de uma má publicidade devido a um recall feito nas pistolas do modelo em 1993. Todas as situações levaram ao fim da produção da pistola em 1994. O presidente da Colt, Ron Whitaker, declarou que o volume de vendas não era suficiente para a viabilizar a produção.
O historiador especializado na Colt, Rick Sapp, considerou a arma "uma das mais embaraçosas falhas da história da companhia". Massad Ayoob foi particularmente crítico do modelo, considerando a arma "triste e feia, com uma precisão patética".